# Molossus barnesi
Molossus barnesi es una especie de murciélago de la familia Molossidae.

## Distribución geográfica
Es endémica de la Guayana Francesa.